# Salva García
Pour les articles homonymes, voir García.
Salvador García, surnommé Salva (né le 4 mars 1961 à Sant Adrià de Besòs), est un footballeur international espagnol occupant le poste de défenseur.

## Carrière de joueur

### En club
Salvador García, formé au FC Barcelone, évolue successivement dans les clubs du FC Barcelone B, du Real Saragosse, du FC Barcelone, de l'Hércules Alicante et enfin au CD Logroñés jusqu'à sa retraite en 1992.

### En sélection
La première sélection en équipe nationale de Salvador García a lieu le 5 octobre 1983 contre la France.
Il joue six fois pour La Roja et fait partie de la sélection pour l'Euro 1984. Lors de cet Euro, Salva dispute trois matchs dont la finale perdue par la Roja contre la France où il est titulaire en défense. Ce match est son dernier en sélection nationale.